# Hudson Soft HuC6270

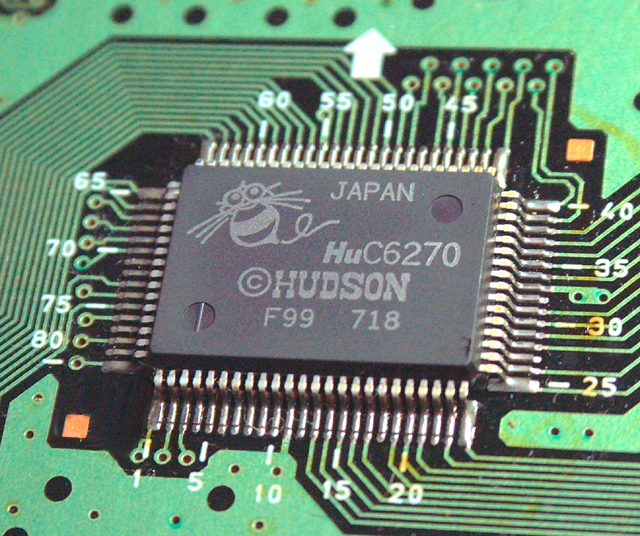
Hudson Soft HuC6270A videoweergaveprocessor

De HuC6270 is een door het japanse Hudson Soft ontworpen videoweergaveprocessor (Video Display Controller) en werd onder meer door NEC toegepast in de PC Engine en SuperGrafx spelcomputers.
Naast NEC heeft slechts één andere onderneming gebruikgemaakt van de VDC, het Amerikaanse Turbo Technologies Inc. die het in 1992 toepaste in de TurboDuo, een Amerikaanse PC Engine-variant.